# 12시N 가스펠, 김나영입니다
12시N 가스펠, 김나영입니다는 대한민국의 방송국 기독교대구방송의 라디오 채널 대구CBS 표준FM에서 월~토요일 낮 12시 5분부터 낮 1시까지 방송됐던 찬양 음악전문 라디오 프로그램이다.

## DJ
- 김나영 아나운서

## 같이 보기
- 대구CBS 표준FM
- 기독교대구방송

| 대구CBS 표준FM          |                            |                          |
| 이전                    | 12시N 가스펠, 김나영입니다 | 다음                     |
| 이명희의 랄랄라         | 12시N 가스펠, 김나영입니다 | 생명의 양식              |
| 오전 11시 5분 ~ 낮 12시 | 낮 12시 5분 ~ 낮 1시       | 낮 1시 5분 ~ 낮 1시 30분 |
| 정시 CBS 노컷뉴스       | 정시 CBS 노컷뉴스          | 정시 CBS 노컷뉴스        |